# COLORS (FLOWの曲)
「COLORS」（カラーズ）は、日本のバンド、FLOWの楽曲で、メジャー11枚目（通算15枚目）のシングル。2006年11月8日にKi/oon Recordsから発売。前作「Around the world/KANDATA」から約2か月ぶりのリリースで、2006年第3弾シングル。
キャッチコピーは「2006年、第3弾シングルはUPPERな泣きディスコ！」。

## 収録曲
1. COLORS [3:41]
作詞：KOHSHI ASAKAWA・KEIGO HAYASHI　作曲：TAKESHI ASAKAWA　編曲：FLOW&KOICHI TSUTAYA
  - MBS・TBS系アニメ『コードギアス 反逆のルルーシュ』前期オープニングテーマ[6]、PS2・PSP用ゲームソフト『コードギアス 反逆のルルーシュ LOST COLORS』主題歌。同作の主人公の名前から「ルルーシュ」という仮タイトルが付けられていた[7]。
  - ロック・オーケストラをイメージした曲で[8]、歌詞は「きっかけ」、「葛藤」を表現しており、ミュージック・ビデオでもそれが表現されている[5][9]。
  - 2011年8月に発売された22枚目のシングル「Hey!!!」には、「COLORS -PIANO HOUSE Mix-」としてリミックスバージョンが収録された。
2. アストロスライダー [3:38]
作詞：KOHSHI ASAKAWA　作曲：TAKESHI ASAKAWA　編曲：FLOW
  - DVDムービー『ソウルトレイン』主題歌[5]
3. Love Dub [4:41]
作詞・作曲：TAKESHI ASAKAWA　編曲：FLOW
  - FLOWとしては初となるクリスマスソング[5]。
4. COLORS -VOCALLESS MIX-
5. COLORS -CODE GEASS OPENING MIX- [1:36]

## 初回仕様特典
今作には初回仕様盤があり、以下の特典が付属された。
1. 「FLOW」 Window Film 仕様ジャケット
2. 豪華24P「コードギアス」オープニングムービー原画&設定資料集
3. 「コードギアス」イラスト・ジャケットステッカー
  - 同アニメのキャラクターデザインを手掛けた木村貴宏による描き下ろし。
4. アッシュフォード学園 学生証（ルルーシュ・ランペルージ）
5. アッシュフォード学園 スクール・エンブレム・ステッカー
6. CD-EXTRA仕様（ファイル形式はMPEG-1）
  1. COLORS -CODE GEASS OPENING MIX- Live Bootleg at Dallas,USA 収録
  2. 「コードギアス 反逆のルルーシュ」TVCM映像集 収録
    - DVD未収録のTVCM映像は放送前Ver、放送日Ver、放送中Ver の3種類あり、それぞれ15秒版と30秒版の計6種が収録されている。

## 収録アルバム
オリジナル
- 『アイル』 (#1)
  - アルバムバージョンでの収録。

ベスト
- 『FLOW THE BEST 〜Single Collection〜』 (#1)
- 『FLOW ANIME BEST』 (#1)
- 『FLOW ANIME BEST 極』 (#1）
- 『FLOW THE BEST 〜アニメ縛り〜』 (#1)

## カバー
- 上条春菜（長島光那）、荒木比奈（田辺留依） - ゲーム『アイドルマスター シンデレラガールズ スターライトステージ』収録曲として2019年10月18日に追加。翌年2020年1月8日発売のシングル「THE IDOLM@STER CINDERELLA GIRLS STARLIGHT MASTER 35 Palette」に収録された。
- Afterglow［美竹蘭（佐倉綾音）］×FLOW - 『BanG Dream!』プロジェクトのリアルバンドが、カバー楽曲のオリジナルアーティストと共演する「エクストラ楽曲」の第3弾として、2021年12月11日にゲーム『バンドリ! ガールズバンドパーティ!』に追加収録[10]。
- 本巣叶羽（赤尾ひかる）、白丸美兎（近藤玲奈） - ゲーム『ワールドダイスター 夢のステラリウム』収録曲として2024年6月10日に追加。